# Jungermannia amoena
Jungermannia amoena é uma espécie de planta do gênero Jungermannia e da família Jungermanniaceae. 

## Taxonomia
Os seguintes sinônimos já foram catalogados:  
- Jungermannia papulosa  Steph.
- Jungermannia regnelii  Gottsche

## Forma de vida
É uma espécie rupícola e folhosa. 

## Descrição
Plantas folhosas, caulídios simples, ascendentes, ramificação lateral, irregular, caulídios em secção transversal sem diferenciação clara entre as células corticais e interiores, translúcidos, crescimento anacrogineo, células dos filídios sem trigônios, lisas, rizóides presentes, incolores , ramos dorsiventral, com duas fileiras iguais de folhas laterais e uma terceira fileira ventral menor, imbricados, filídios mais ou menos simétricos, circulares, transversalmente inseridos, opostos, sobrepostas, súcubo, margens inteiras, planas, inserção reta ou pouco decurrente dorsalmente, lobos inteiros, anfigastros ausentes,com corpos oleosos visíveis, gemas ausentes, bisexuado, gametangios agrupados em inflorescências com brácteas, autóicos, ramos masculinos, possuindo muitos anteridios, pedunculados, não misturado com paráfises, ramos femininos pouco diferenciado, marsúpio presente, mas vestigial, brácteas presente, maiores que os filídios, bractéola presente, perianto distalmente liso, não plicado.  

## Conservação
A espécie faz parte da Lista Vermelha das espécies ameaçadas do estado do Espírito Santo, no sudeste do Brasil. A lista foi publicada em 13 de junho de 2005 por intermédio do decreto estadual nº 1.499-R. 

## Distribuição
A espécie é encontrada nos estados brasileiros de Espírito Santo, Minas Gerais, Pará, Piauí, Rio de Janeiro, Santa Catarina e São Paulo. 
A espécie é encontrada nos  domínios fitogeográficos de Floresta Amazônica e Mata Atlântica, em regiões com vegetação de mata ciliar, floresta de terra firme, floresta ombrófila pluvial e mata de araucária.